# Hermann Bezzel

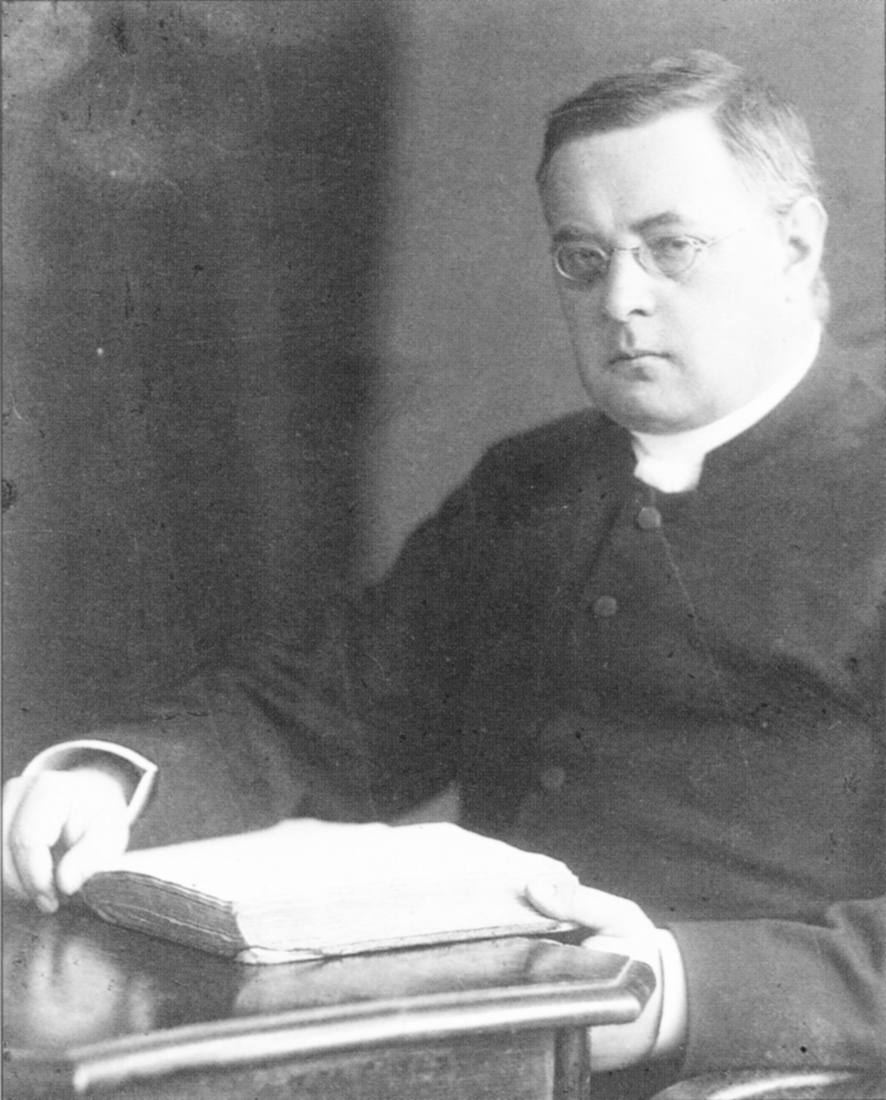
Hermann Bezzel (um 1900)

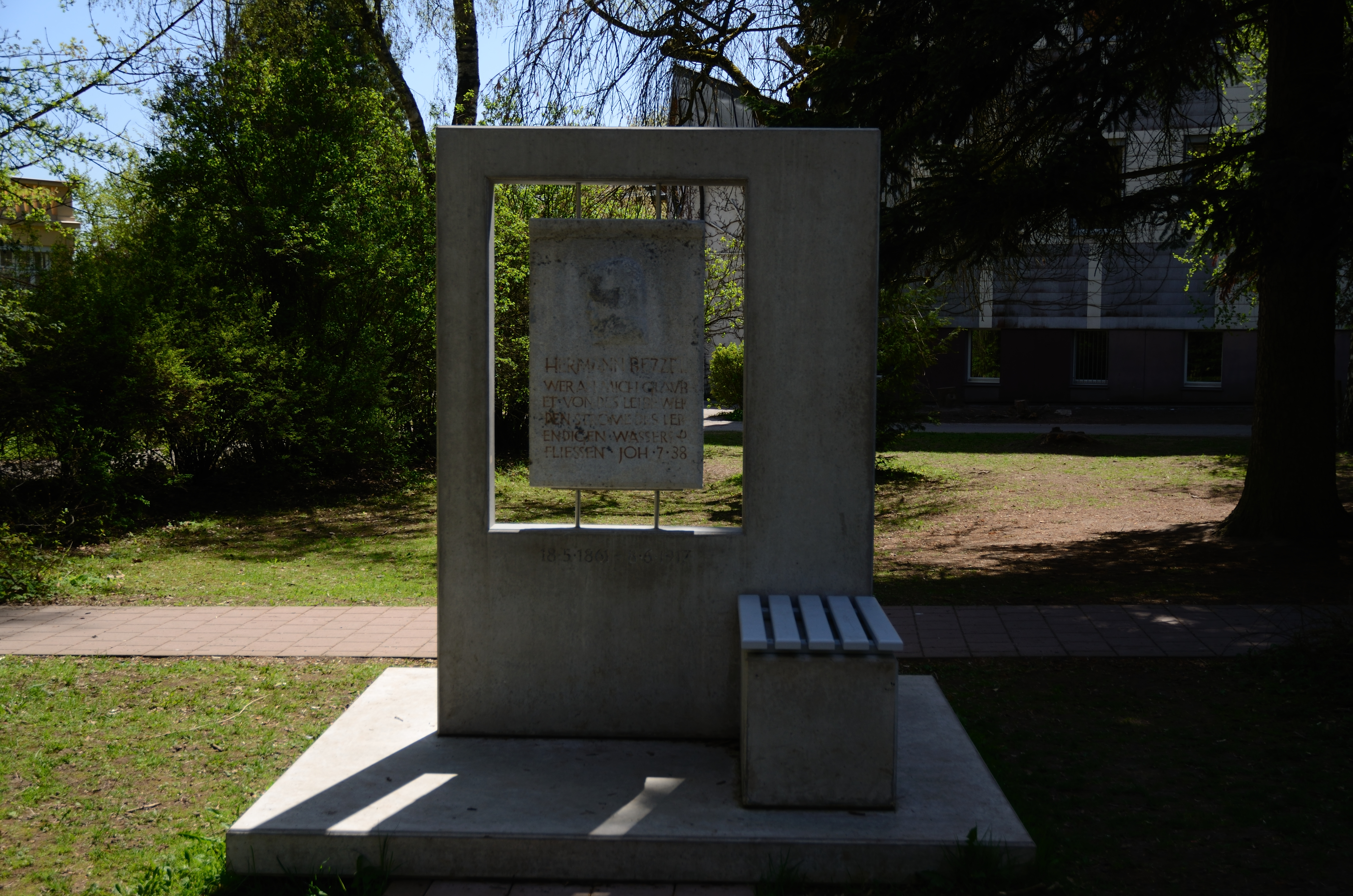
Denkmal für Hermann von Bezzel in Neuendettelsau, errichtet zu seinem 150. Geburtstag

Hermann Bezzel (* 18. Mai 1861 in Wald bei Gunzenhausen, Mittelfranken; † 8. Juni 1917 in München; ab 1910 Hermann von Bezzel) war ein deutscher lutherischer Theologe, Lehrer, Rektor der Diakonissenanstalt Neuendettelsau und Oberkonsistorialpräsident der bayerischen Evangelisch-Lutherischen Landeskirche.

## Leben
Am 18. Mai 1861 wurde Hermann Bezzel als erstes von zwölf Kindern in Wald, heute eingemeindet nach Gunzenhausen (Landkreis Weißenburg-Gunzenhausen), geboren. Sein Vater war der Walder Dorfpfarrer Ludwig Bezzel. Nach dem Schulbesuch im Ansbacher Gymnasium Carolinum studierte er in Erlangen Philologie und Theologie. Er trat der Burschenschaft der Bubenreuther bei. Nach acht Jahren als Lehrer in Regensburg wurde er 1891 als Rektor der Diakonissenanstalt nach Neuendettelsau berufen. Dort führte er die von ihrem Gründer Wilhelm Löhe geprägte Einrichtung zu neuer Anerkennung und innerer Kraft. 1909 wurde er Leiter des Oberkonsistoriums (d. h. Verwaltungschef) der Kirchenleitung der bayerischen Evangelisch-Lutherischen Kirche in München. 1910 wurde Bezzel in den Adelsstand erhoben. Zu Beginn des Ersten Weltkriegs rief er zum Heiligen Krieg auf. Er starb am 8. Juni 1917 in München und wurde in Wald beerdigt.

## Leistungen
Hermann von Bezzel wurde als Nachfolger von Rektor Friedrich Meyer nach Neuendettelsau berufen. Zu seiner Arbeit sagte er: „Zeugen Jesu sind stille Leute. Sie reden nicht viel, sind nicht vielgeschäftig, aber man sieht sie bei der Arbeit“. Im Kampf gegen den Liberalismus einerseits und eine starre Orthodoxie andererseits strebte er zeitlebens danach, ein guter Lutheraner, vor allem aber Christ zu sein. Er prägte das Wort von den „durchbeteten Räumen“ und manche andere Worte, die in verschiedenste Zitatensammlungen aufgenommen wurden.
In seine Zeit als Rektor fällt auch die Gründung der sogenannten „Höheren Töchterschule“ in Neuendettelsau (1903).

## Gedenktag
8. Juni im Evangelischen Namenkalender.

## Schriften (Auswahl)
- Lebendiges Wasser, Neuendettelsau 1917.
- Die 10 Gebote, Neuendettelsau 1917.
- Hermann von Bezzel, Johannes Rupprecht: Bezzel-Brevier. Worte zu Besinnung und Vertiefung im Anschluss an Schriftworte von Hermann Bezzel auf alle Tage des Jahres – zusammengestellt von Johannes Rupprecht, Stuttgart 1933.

## Literatur

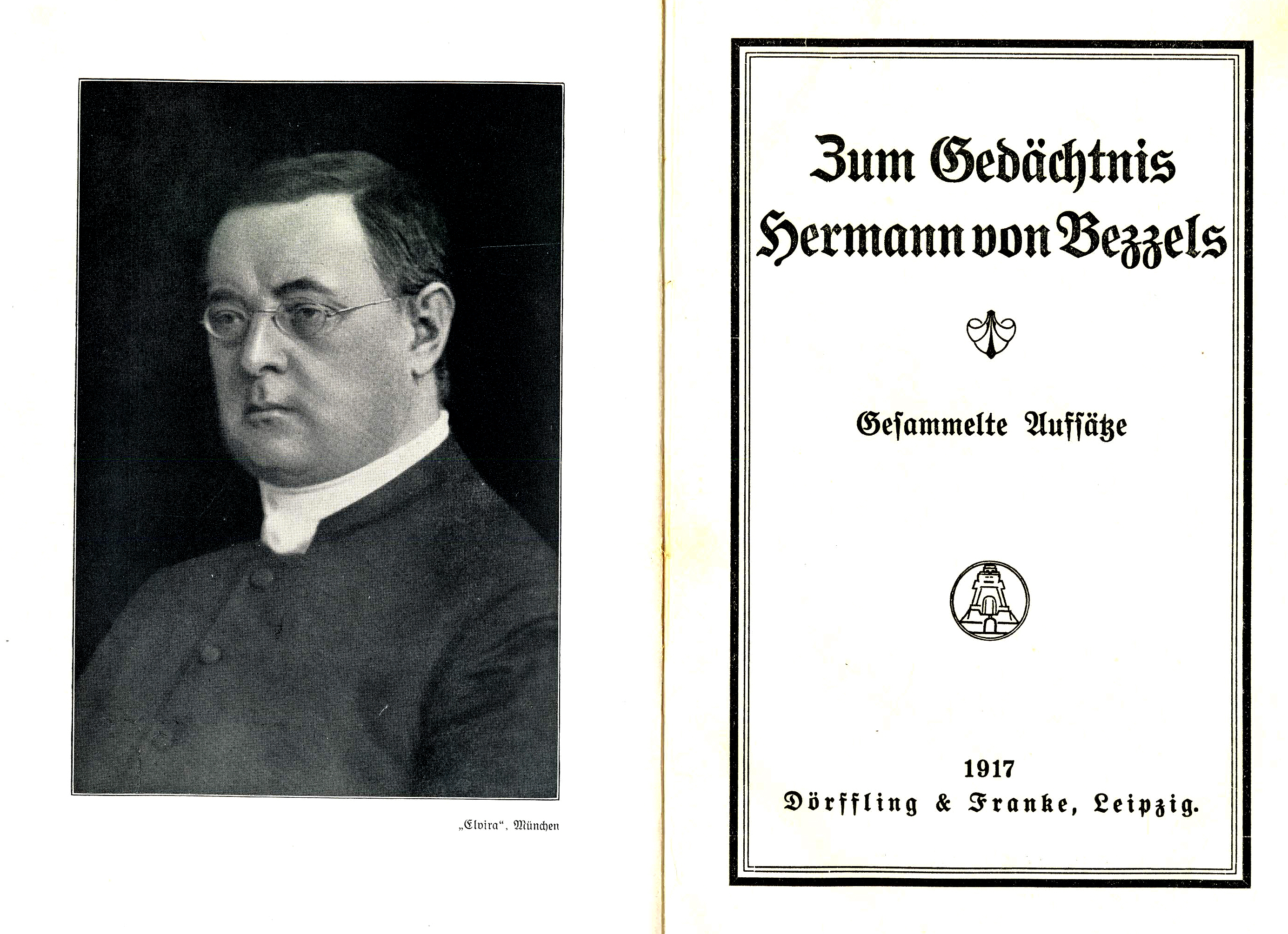
Diese Aufsatzsammlung wurde anlässlich des Todes von Hermann von Bezzel Ende 1917 veröffentlicht. Beiträge lieferten Wilhelm Laible, Ernst Bezzel, Friedrich Boeckh u. a.